# Bamir Topi
Bamir Myrteza Topi (24 de abril de 1957, Tirana, Albania) es un biólogo y político albanés, que ocupó el cargo de presidente de su país desde el 24 de julio de 2007 hasta el 24 de julio de 2012. 
Bamir es biólogo por la universidad de Tirana, católico y está casado con Teuta Topi. Además, también es presidente honorario del club de fútbol KF Tirana.
En 1996, Topi fue candidato a diputado por el Partido Democrático de Albania (conservador). Topi también fue ministro de Agricultura de Albania entre los años 1996 y 1997.